# Michael Shanks
Michael Garrett Shanks (Vancouver, 15 de dezembro de 1970) é um ator, escritor e diretor canadense. Ele é conhecido por interpretar o Dr. Daniel Jackson na longa série de televisão de ficção científica canadense-americana Stargate SG-1 e como Dr. Charles Harris no drama médico canadense Saving Hope.

## Biografia

### Início de Vida
Shanks nasceu em Vancouver e cresceu em Kamloops, na Colúmbia Britânica. Ele freqüentou a Universidade da Colúmbia Britânica e esteve no BFA Acting Program de 1990 a 1994 e depois apareceu em várias produções teatrais, fazendo um estágio de dois anos com o prestigiado Festival Stratford em Ontário. Ele fez aparições em séries de TV como Highlander e University Hospital, apareceu no filme A Family Divided e teve um pequeno papel em The Call of the Wild, antes de ganhar o papel de Daniel Jackson no Stargate SG-1.

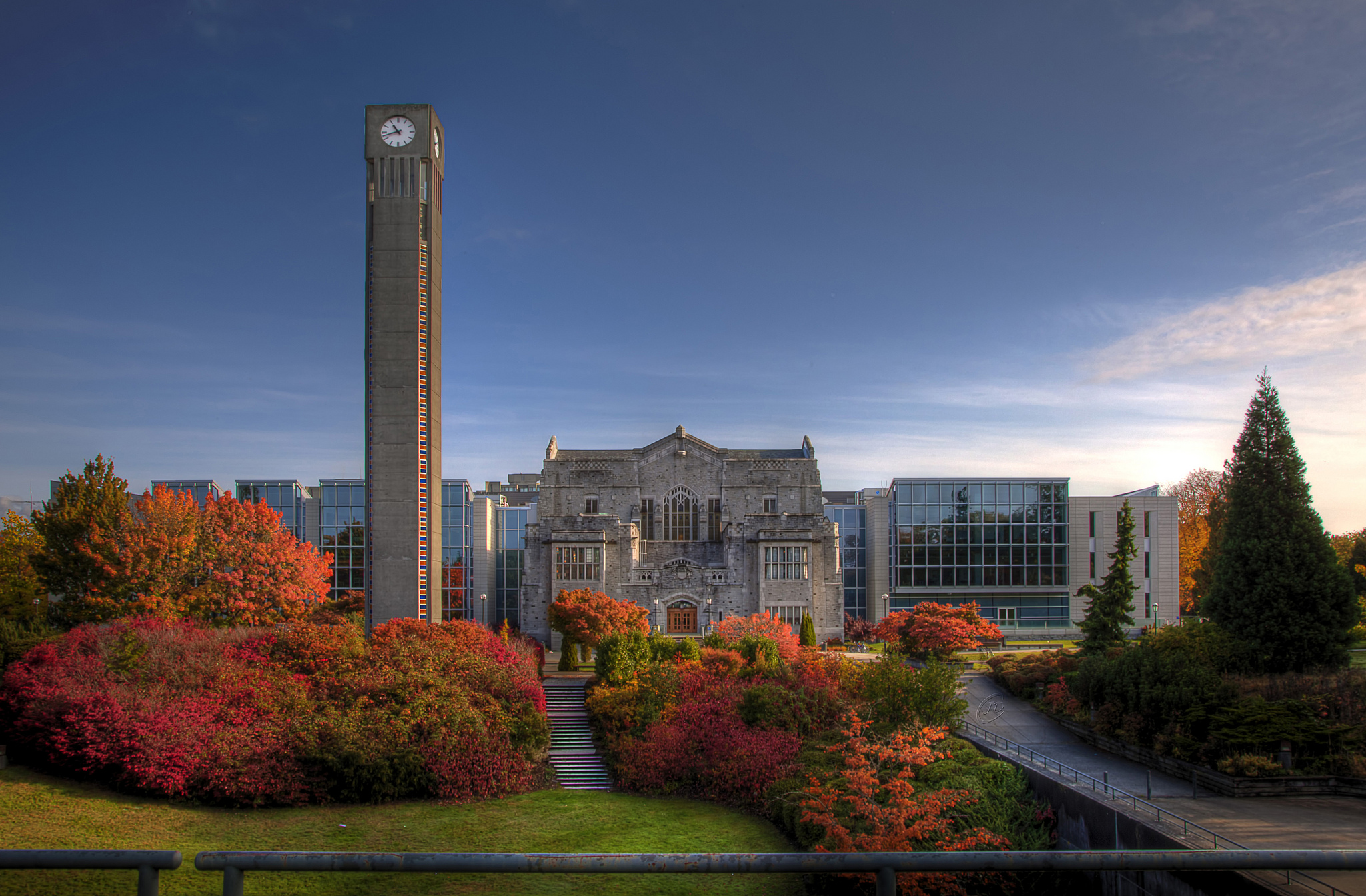
Universidade da Colúmbia Britânica, Alma Mater de Michael.

### Carreira

#### Franquia Stargate
Shanks interpretou o arqueólogo Dr. Daniel Jackson durante as primeiras cinco temporadas do Stargate SG-1 antes de deixar o programa no final da quinta temporada do Stargate SG-1, citando diferenças criativas em relação ao sub-uso de seu personagem e a direção do show como um todo .Ele fez várias aparições durante a sexta temporada interpretando seu próprio personagem, além de expressar o personagem de Asgard, Thor. Shanks voltou para a sétima temporada e subseqüentes, ganhando o prêmio Leo de Melhor Desempenho por um homem em uma série dramática em 2004 para o episódio da sétima temporada "Lifeboat" .Durante a décima e última temporada da série, ele se inscreveu em 16 dos 20 episódios, tirando folga em março de 2006 para o nascimento de seu terceiro filho (segundo com a esposa e ocasional colega Lexa Doig).
Ele apareceu em ambos os filmes Direto para DVD de Stargate lançados em 2008, Stargate: A Arca da Verdade e Stargate: Continuum, e ganhou o Prêmio Leo de 2009 por Desempenho de Líder por um Homem em um Drama Comprimento Longo para Continuum.
Em 2004, Shanks fez uma aparição cruzada (como Daniel Jackson) no piloto do Stargate Atlantis, " Rising". Ele também apareceu nos episódios X e XI de Atlantis quinta e última temporada,  e fez uma aparição no episódio piloto da terceira série Stargate, Stargate Universe. Ele também apareceu nos episódios "Human" e "Subversion" .

#### Outras aparições
Em 2001, Shanks convidado estrelou o episódio "Star-Crossed" na série Sci-Fi Andromeda, durante o qual ele conheceu sua futura esposa, Lexa Doig. Coincidentemente, eles jogaram dois andróides que se apaixonaram um pelo outro. Em 2002, Shanks estrelou a co-produção alemã/britânica e sul-africana Sumuru, um filme B de ficção científica, como o astronauta Adam Wade. Ele também fez o teste para o papel de Shinzon em Star Trek Nemesis.
Em 2007, Shanks se juntou à série Fox Network 24, estrelando como lobista Mark Bishop em um arco de três episódios para a 6ª temporada. Em 2008-2009, Shanks teve um papel recorrente na segunda temporada da série de espionagem do USA Network, Burn Notice, interpretando Victor Stecker-Epps, um colega espião queimado e contraponto maníaco à personagem principal de Jeffrey Donovan. Em 2008, Shanks teve um papel de protagonista em um episódio da série Eureka do SciFi Channel, como um alquimista um pouco responsável pela quase destruição da cidade devido à mistura de substâncias químicas de um estudante em seu laboratório e criando a "maldição do alquimista". Ele apareceu no episódio "All That Glitters ... ", com uma menção de seu personagem no episódio" A Night At Global Dynamics ".
Shanks foi protagonista no filme de aventura do SciFi Channel, O Tesouro Perdido do Grand Canyon, com Jacob Thain em frente a Beverly Hills, 90210, e Charmed, junto com Shannen Doherty. O filme estreou na rede a cabo em 20 de dezembro de 2008. Em 2010, Shanks apareceu em um episódio de Sanctuary, estrelado por sua colega ator de Stargate, Amanda Tapping. No mesmo ano, ele estrelou o filme Arctic Blast, um filme catástrofe, como o físico Jack Tate.
Os últimos papéis de Shanks na televisão foram como o arqueólogo Carter Hall, o super-herói da DC Comics, Hawkman, no episódio de Smallville "Absolute Justice". Mais tarde, ele reprisou o papel no episódio final da nona temporada e, em seguida, em spots convidados durante os episódios da décima temporada: "Shield" e "Icarus", bem como aparecendo em Supernatural 5 "99 Problems". Shanks estrela o thriller canadense Faces in the Crowd .
Shanks também estrelou a comédia da Fox,The Good Guys como o líder pomposo da Strike Force. Em 2011, Shanks foi o ator convidado no terceiro episódio de Showcase Endgame, onde ele interpreta um amnésico.
Em 2012, Shanks voltou ao primetime como Dr. Charles "Charlie" Harris em Saving Hope, reunindo-se com Stargate SG-1 e Smallville co-estrela Erica Durance.

## Vida pessoal
A filha mais velha de Shanks, Tatiana Shanks , (n. 1998) é de seu relacionamento com a modelo e atriz Vaitiare Bandera, que interpretou Sha're, a esposa de seu personagem em Stargate SG-1.
Em 2 de agosto de 2003, Shanks se casou com a atriz Lexa Doig, que ele conheceu em 2001, enquanto estrelando a série Andromeda, na qual ela estrelou. (Eles também trabalhariam juntos no Stargate SG-1, quando Doig foi escalada como Dra. Carolyn Lam, uma personagem recorrente nas temporadas nove e dez.) Eles têm uma filha (b. 2004) e um filho (b. 2006) juntos.
Shanks gosta de jogar hóquei no gelo, e uma vez considerado jogar profissionalmente. Ele estava no time de hóquei Stargate SG-1, competindo contra as equipes de outras produções de Vancouver, como Smallville, e também mostrou sua aptidão para o esporte no filme de 2006, Under the Mistletoe, no qual ele fez o papel de um treinador de hóquei escolar. Essa aptidão também foi destacada em seu papel em 2013 como o personagem-título do filme de televisão Mr. Hockey: The Gordie Howe Story .

## Filmografia

### Televisão
| Ano       | Título                                | Personagem                          | Notas                              |
| --------- | ------------------------------------- | ----------------------------------- | ---------------------------------- |
| 1993      | Highlander; The Series                | Jesse                               |                                    |
| 1997      | The Call of the Wild                  | Jogador                             | Filme de Televisão                 |
| 1997-2007 | Stargate SG-1                         | Dr. Daniel Jackson                  | Papel Principal                    |
| 1998      | The Outer Limits                      | Melburn Ross                        | Episódio; ''Mary 25''              |
| 1999      | Escape from Mars                      | Bill Malone                         | Filme de Televisão                 |
| 2001      | Andromeda                             | Gabriel                             | Episódio; ''Star Crossed''         |
| 2002      | Door to Door                          | John Brady                          | Filme de Televisão                 |
| 2005      | Swarmed                               | Kent Horvath                        | Filme de Televisão                 |
| 2007      | Mega Snake                            | Les Daniels                         | Filme de Televisão                 |
| 2007      | 24                                    | Marcos Bispo                        | 3 Episódios                        |
| 2007      | Eureka                                | Christopher Dactylos                | Episódio; ''Tudo o que brilha...'' |
| 2008      | O Tesouro Perdido do Gran Caynon      | Jacob Thain                         | Filme de Televisão                 |
| 2008      | Stargate; The Ark of Truth            | Dr. Daniel Jackson                  | Filme de Televisão                 |
| 2008      | Stargate; Continuum                   | Dr. Daniel Jackson                  | Filme de Televisão                 |
| 2008      | Escape Desesperado                    | Michael Coleman                     | Filme de Televisão                 |
| 2008      | Burn Notice                           | Vencedor                            | 4 Episódios                        |
| 2008      | Living Out Loud                       | Brad Marshall                       | Filme de Televisão                 |
| 2010      | Tower Prep                            | Dr. Literatura                      | Episódio; ''Relatório do livro''   |
| 2010      | Smallville                            | Carter Hall                         | 4 Episódios                        |
| 2010      | Supernatural                          | Roubar                              | Episódio; ''99 problemas''         |
| 2011      | Flashpoint                            | David Fleming                       | Episódio; ''Azul no azul''         |
| 2011      | Lodge de Natal                        | Jack Rand                           | Filme de Televisão                 |
| 2011      | A Esposa do pastor                    | Matthew Winkley                     | Filme de Televisão                 |
| 2012-2017 | Saving Hope                           | Dr. Charles Harris                  | Protagonista                       |
| 2013      | Mr. Hockey: A história de Gordie Howe | Gordie Howe                         | Filme de Televisão                 |
| 2016      | Hearts of Spring                      | Andy                                | Filme de Televisão                 |
| 2017      | Christmas Homecoming                  | Sgt. Jim Mullins                    | Filme de Televisão                 |
| 2018      | The Detectives                        | Det. Doug Morrison                  | Episódio: "The Last Fare"          |
| 2019      | Unspeakable                           | Will Sanders                        | 8 Episódios                        |
| 2019      | Virgin River                          | Paul                                | Episódios: "Unexpected Ending"     |
| 2019      | The College Admissions Scandal        | Rick Singer                         | Filme de Televisão                 |
| 2020      | Altered Carbon                        | Horace Axley                        |                                    |
| 2020      | Project Blue Book                     | Air vice-marshal Christopher Thomas | Episódio: "Broken Arrow"           |

### Cinema
| Ano  | Filme                  | Personagem        | Notas                 |
| ---- | ---------------------- | ----------------- | --------------------- |
| 2000 | Rio Suspeito           | Homem de Boné     | Ator Coadjuvante      |
| 2000 | Sorriso do Sr. Fortune | James             |                       |
| 2001 | Suddenly Naked         | Danny Blair       |                       |
| 2003 | Sumuru                 | Adam Wade         |                       |
| 2010 | Arctic Blast           | Jack Tate         |                       |
| 2011 | Força Tática           | Demétrius         | Filme direto de vídeo |
| 2011 | Faces in the Crowd     | Bryce             |                       |
| 2011 | Elysium                | Técnico           |                       |
| 2011 | 13 Eerie               | Professor Tomkins |                       |
| 2012 | The Bouquet            | Sam               |                       |